# Rogglfing (Dorfen)

Bauernhof in Rogglfing

Der Weiler Rogglfing ist ein nordwestlicher Gemeindeteil der Stadt Dorfen im oberbayerischen Landkreis Erding. Der Ort mit circa 20 Einwohnern umfasst sechs Anwesen, jedes davon haupt- oder nebenerwerblich selbstständig in der Landwirtschaft.

## Geografie

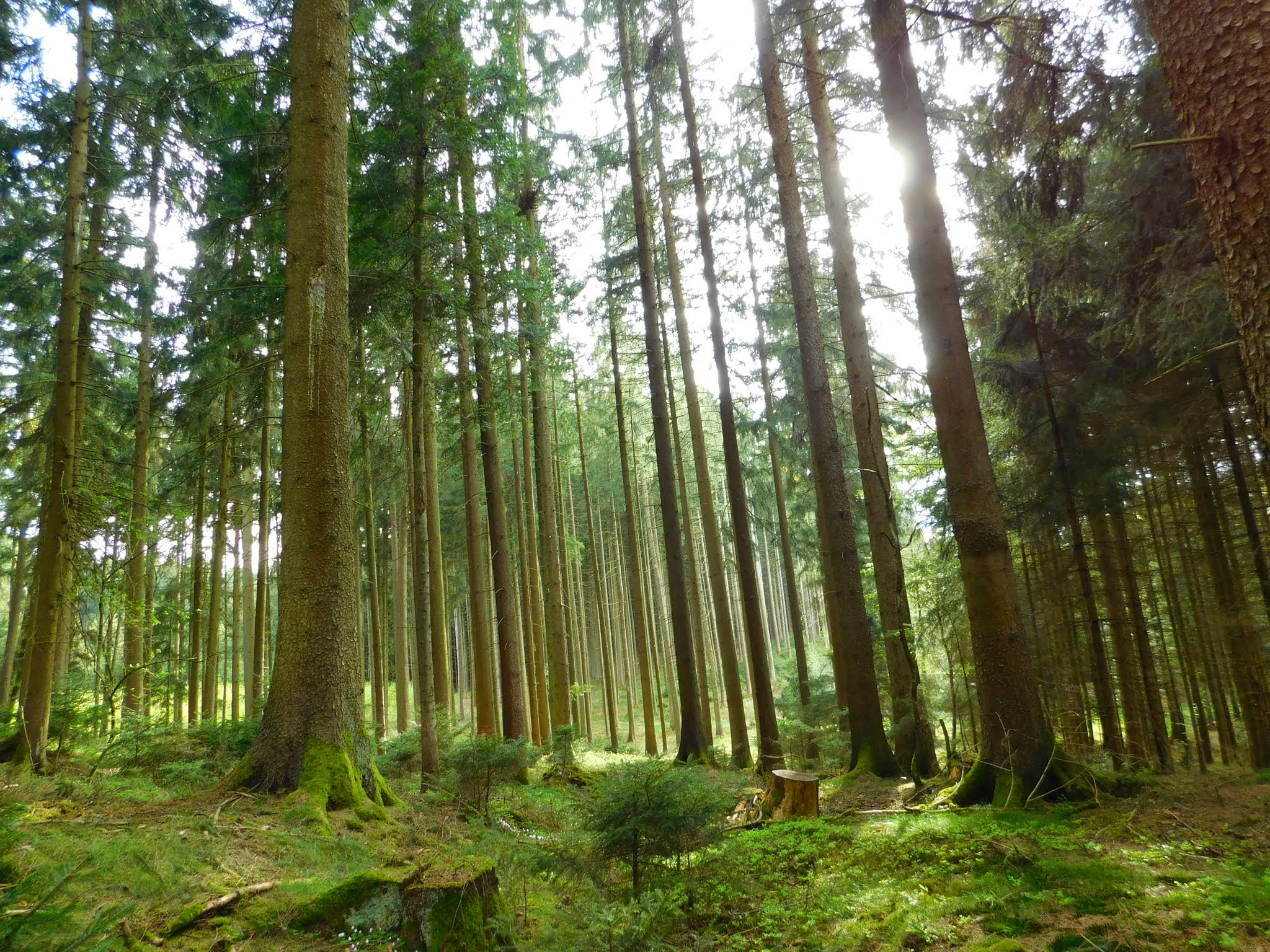
Rogglfinger Wald

Rogglfing liegt auf 500 Meter ü. d. M. geschützt in einer Senke zwischen dem Tal der großen Vils und dem Isental. Im Süden ist das Dorf eingeschlossen vom Rogglfinger Wald. Im Westen beim Moosbach liegt das Rogglfinger Moos mit seinen 3 Fischweihern, ein trockengelegter Teil der Erdinger Moorgebiete wo früher auch im kleinen Stil Torfabbau betrieben wurde.
60 Meter nördlich von Rogglfing verläuft die Staatsstraße 2084. Über die Rogglfinger Waldstraße gelangt man mit dem Auto in fünf Minuten zur Bundesautobahn 94. In 3 Kilometern Entfernung ist der Bahnhof Thann-Matzbach mit Direktanschluss zum Hauptbahnhof München. Ein Radweg verbindet Rogglfing zudem mit der Nachbarortschaft Landersdorf und über einen Feldweg besteht eine Verbindung nach Esterndorf und Zeilhofen.

## Wirtschaft
Die Landwirtschaft in Rogglfing umfasst Acker-, Obst- und Gemüsebau, die Grünlandnutzung, Milchviehzucht und Pferdehaltung. Die sechs Anwesen im Dorf sind alle haupt- oder nebenerwerblich selbstständig in der Landwirtschaft.
Es gibt ein international tätiges Pferdetransportunternehmen, ein Gästehaus, einen Schreiner und ein Kanal-Instandhaltungsunternehmen.  Die Flächen der Fischweiher, die zum Gästehaus gehören, sind im Privatbesitz. Das Gleiche gilt für die drei Streuobstwiesen im Dorf.

### Urlaub auf dem Bauernhof
Das älteste Anwesen Rogglfings ist wohl das abgelegene Bauernhaus Nummer 6 am Ende des Dorfes, welches den traditionellen Hausnamen „Lang“ trägt. Nach dem Tod des dort ansässigen Schreiners „Waxn-Anderl“ (A. Ernst) wurde der Hof 2009 zum Gästehaus Daimer „Beim Lang z' Rogglfing“ umgewandelt.
Das Gästehaus bietet durch eine Expertin geführte Kräuterwanderungen durch die Rogglfinger Natur an. Zudem gibt es ein jährliches „Apfelfest“, bei dem verschiedene Sorten lokal hergestellter Produkte verkostet und gekauft werden können.

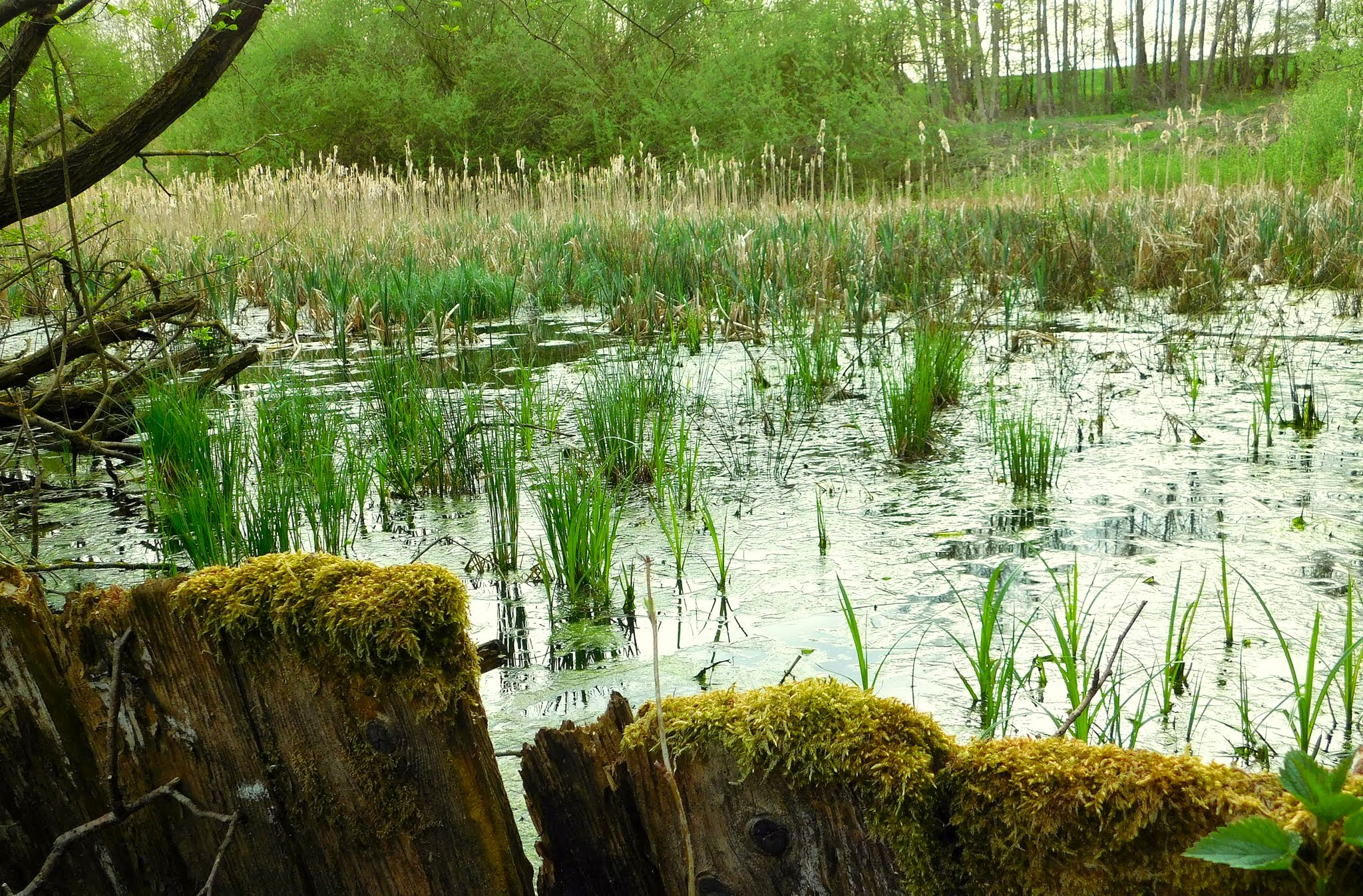
Rogglfinger Moos

## Geschichte

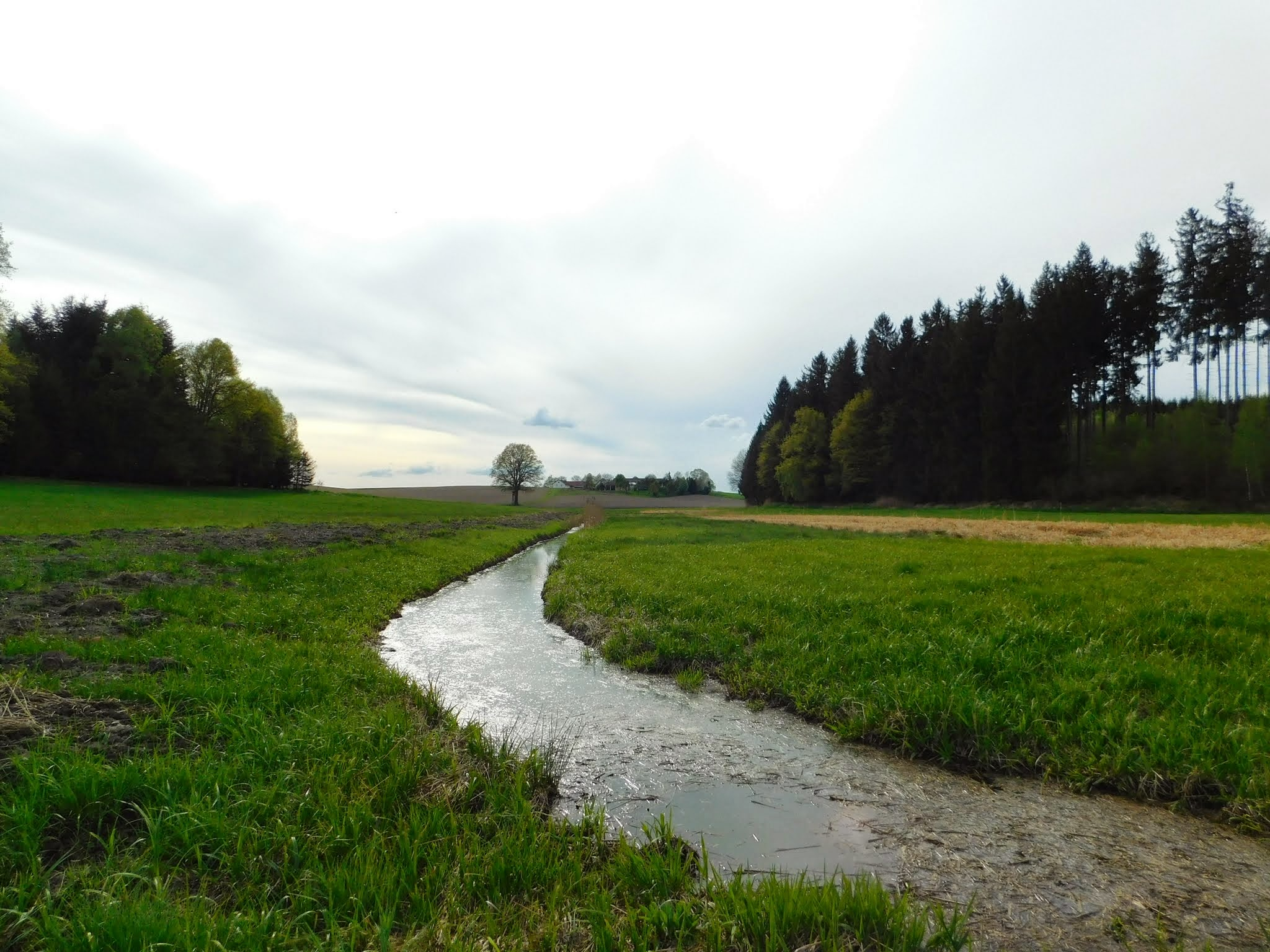
Ehemalige Moorlandschaft

Rogglfing liegt an der Handelsroute Erding-Dorfen-Mühldorf. Erste Siedlungen in der Nähe der heutigen Ortschaft gab es schon in Vor- und Frühgeschichte. Spätestens im frühen Mittelalter entwickelte sich dann in Rogglfing eine Ortschaft, die dem Hochstift Freising zugeordnet war.
Zwischen 1818 und 1978 gehörte Rogglfing zur Gemeinde Zeilhofen. Seit der Gebietsreform in Bayern ist es ein Teil der Stadt Dorfen und grenzt an die Gemeinde Lengdorf und Gemeinde Taufkirchen (Vils).

### Luftangriffe im Zweiten Weltkrieg
Während der Luftangriffe auf München durch die Alliierten Siegermächte erlitt ein Bomber in der Nähe von Dorfen einen Motorschaden. Vor seiner Notlandung ließ er seine Fracht, zwei für München bestimmte Fliegerbomben, über dem Gebiet des Rogglfinger Walds fallen. Einer der beiden Bombenkrater wurde über die Jahrzehnte mit Bauschutt aufgefüllt. Die Überreste des zweiten Kraters sind bis heute als Tümpel vorhanden.

### Army-Truppenübungsplatz
Unter Präsident Ronald Reagan nutzte die Army den Wald hinter Rogglfing einen Sommer lang als Truppenübungsplatz, um GIs, die gerade aus dem Vietnamkrieg kamen, auf die Verteidigung der Bundesrepublik an der Grenze zur DDR vorzubereiten.

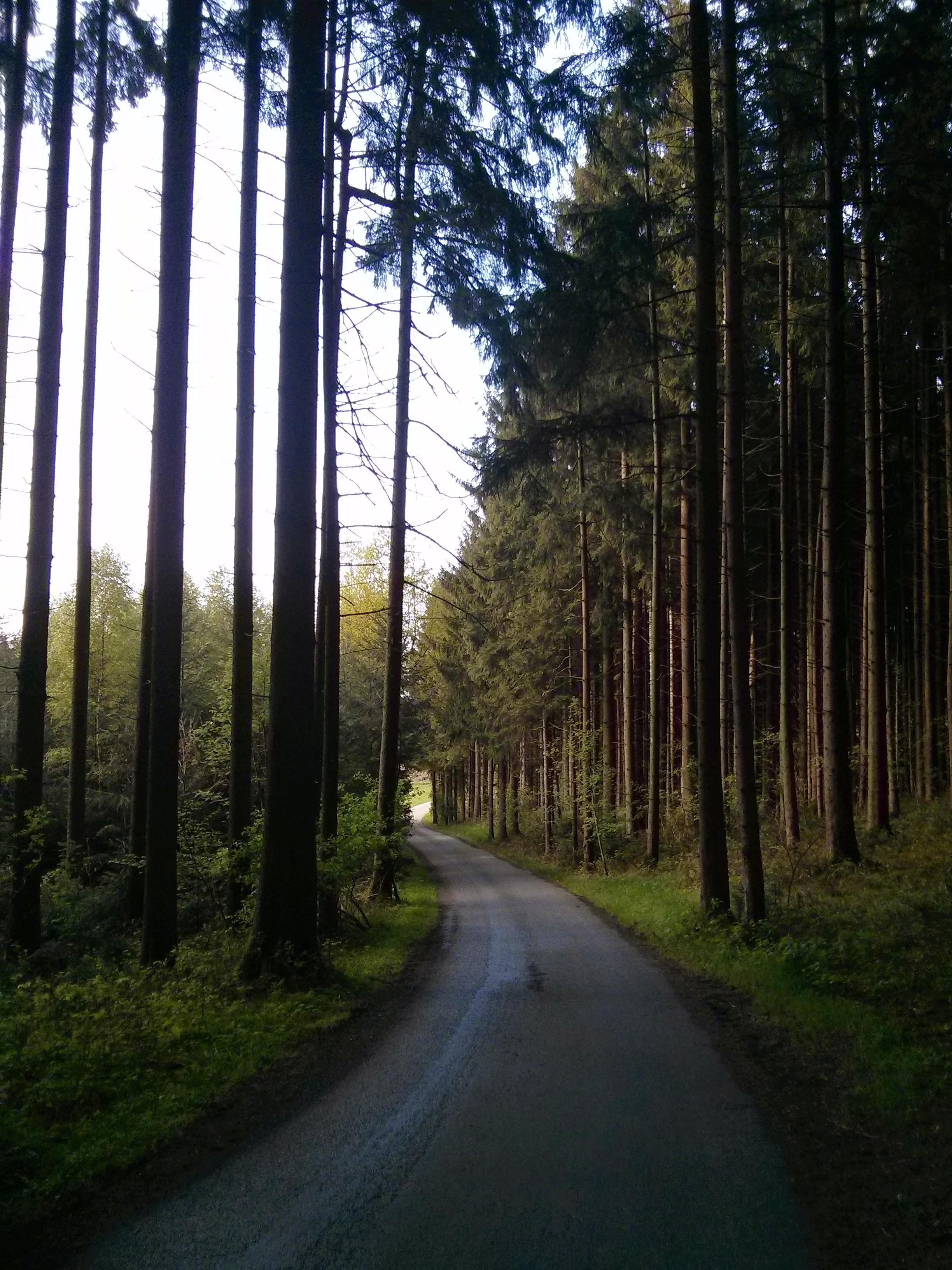
Rogglfinger Waldstraße